# Zliv (Kácov)
Zliv (německy Sliw, Zlives 1651, Zlivě 1654) je malá vesnice, část městyse Kácov v okrese Kutná Hora. Nachází se asi 1,5 km na jihovýchod od Kácova. Je zde evidováno 30 adres. Trvale zde žije 40 obyvatel.
Zliv leží v katastrálním území Kácov o výměře 7,62 km2.

## Historie
Označení Zlivi je hodnoceno jako nesprávné. Původ názvu Zliv není zcela vyjasněn. A. Profous uvádí, že název vznikl z osobního jména Zliv, tj. osídlení Zlivovo. Snad ze slovesa zlíti, které mělo význam svářet se, hněvat se. Jiný výklad vychází z toho, že jde o místo, kde osadníci slili vodu uměle – potokem nebo z jiného vodního zdroje. Vychází se ze slovesa zlívat, respektive zlévat, slévat.
Dějiny Zlivi jsou spojeny s Kácovem.
Ant. J. Zavadil uvádí, že nejstarší dochované záznamy o Zlivi pocházejí z r. 1392. Historický lexikon obcí České republiky uvádí jako prokazatelné datum rok 1413, kdy si bratři Jindřich a Beneš rozdělili zděděný majetek na dvě poloviny včetně obce Zliv.
František Beneš se ve svých Dějinách městečka Kácova n. Sáz. uvádí, že v r. 1454 byla část obce Zliv po Benešovi jako odúmrť dána králem Ladislavem Alešovi ze Šternberka a Holic, který ale 19. března 1455 zemřel a tak zůstaly poměry v Kácově nadále tytéž. V r. 1551 je uváděn jako držitel Kácova Kryštof Jandorf z Jandorfu a jako součást panství je uváděna ves Zliv.  V r. 1564 věnoval Václav Čejka z Olbramovic své manželce Magdaleně ze Solopysk 1 000 kop zapsaných na městečku Kácov, zboží ve vesnicích Zliv, Zderadiny a podílu ve Vranicích.   
V r. 1628 odprodal Jan Verde Jan Oktavian Vchynský z Vchynic a Tetova polovinu osady Zliv Janu de Vitwe z Lilienthalu (ve smlouvě byla uvedena osada Zliv).
Po právní úpravě místní a územní samosprávy je od r. 1869 obec Zliv uváděna jako součást obce Kácov.
V r. 1924 se obec Zliv politicky a správně odloučila od Kácov a stala se (na čas) obcí samostatnou.  V r. 1927 byl v obci provedena elektrifikace.

## Pamětihodnosti
Na návsi kaplička svaté Trojice.  

## Literární zajímavosti
Ves Zliv je uváděna v literatuře v knize Z.M. Kuděj: Ve dvou se to lépe táhne, ve třech hůře. Jde o cestopis z Posázaví z června roku 1914. (Po opuštění Kácova je Jaroslav Hašek napaden ve Zlivi psy pro zapomenutou uzenku v saku.) Druhou knihou je práce Václava Vlčka: Sněhy a ledy. Část nazývaná "Jak si šel Václav Vlček ze Střechova do Kácova v zimě pro lineár" bývá publikována samostatně. Zahrnuje cestu přes Zliv.

## Další fotografie

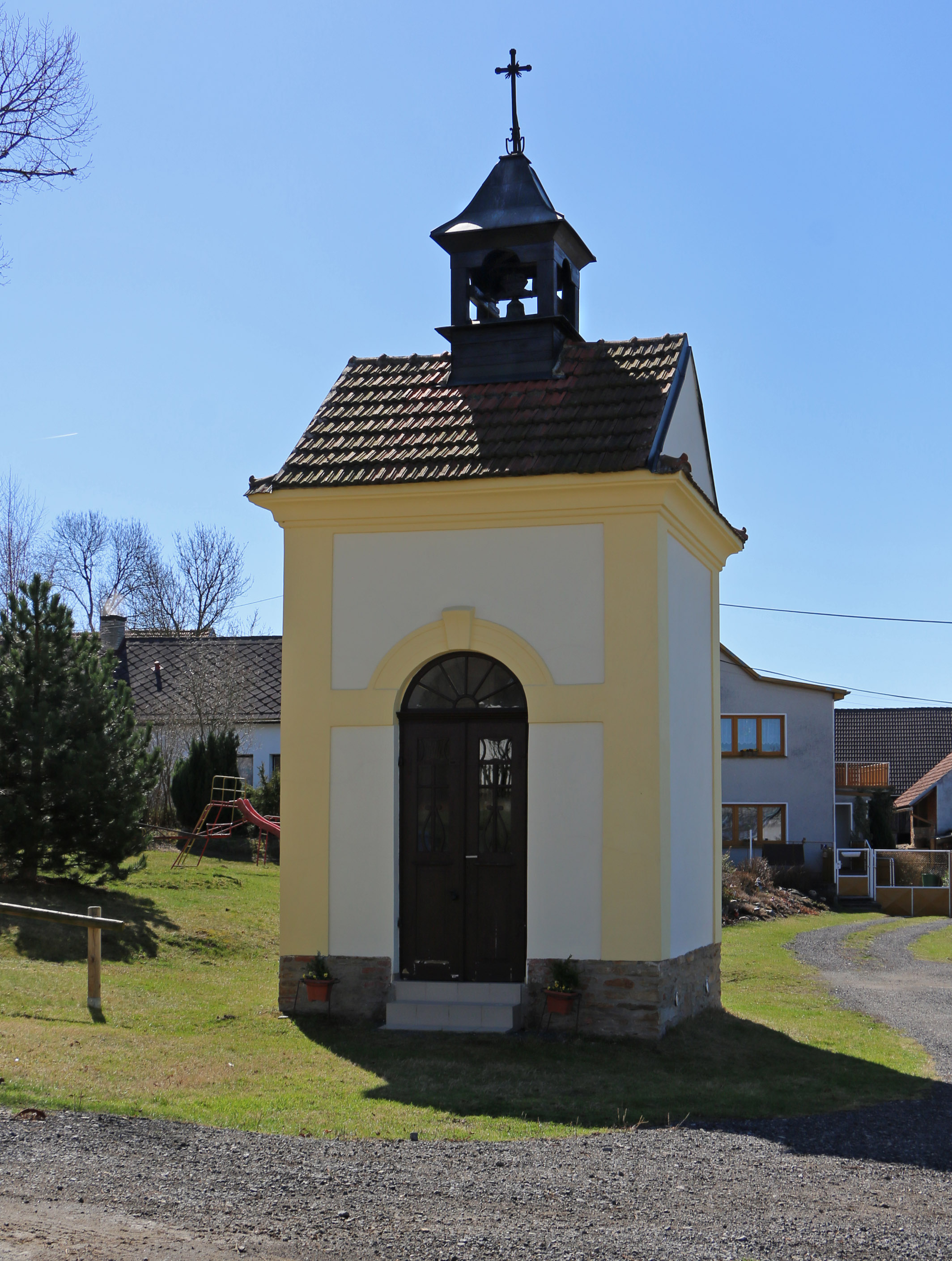
Kaple na návsi
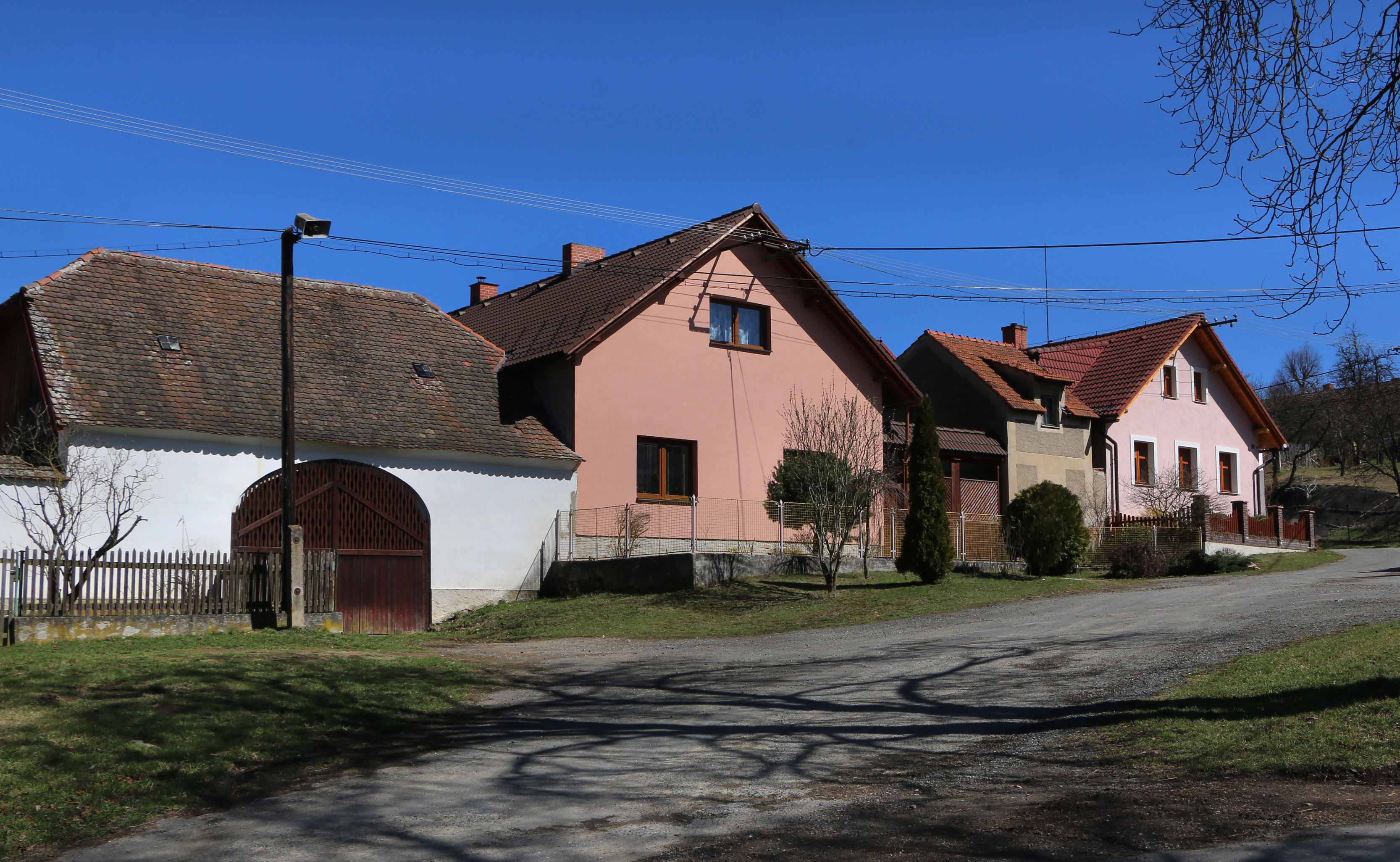
Dům čp. 20
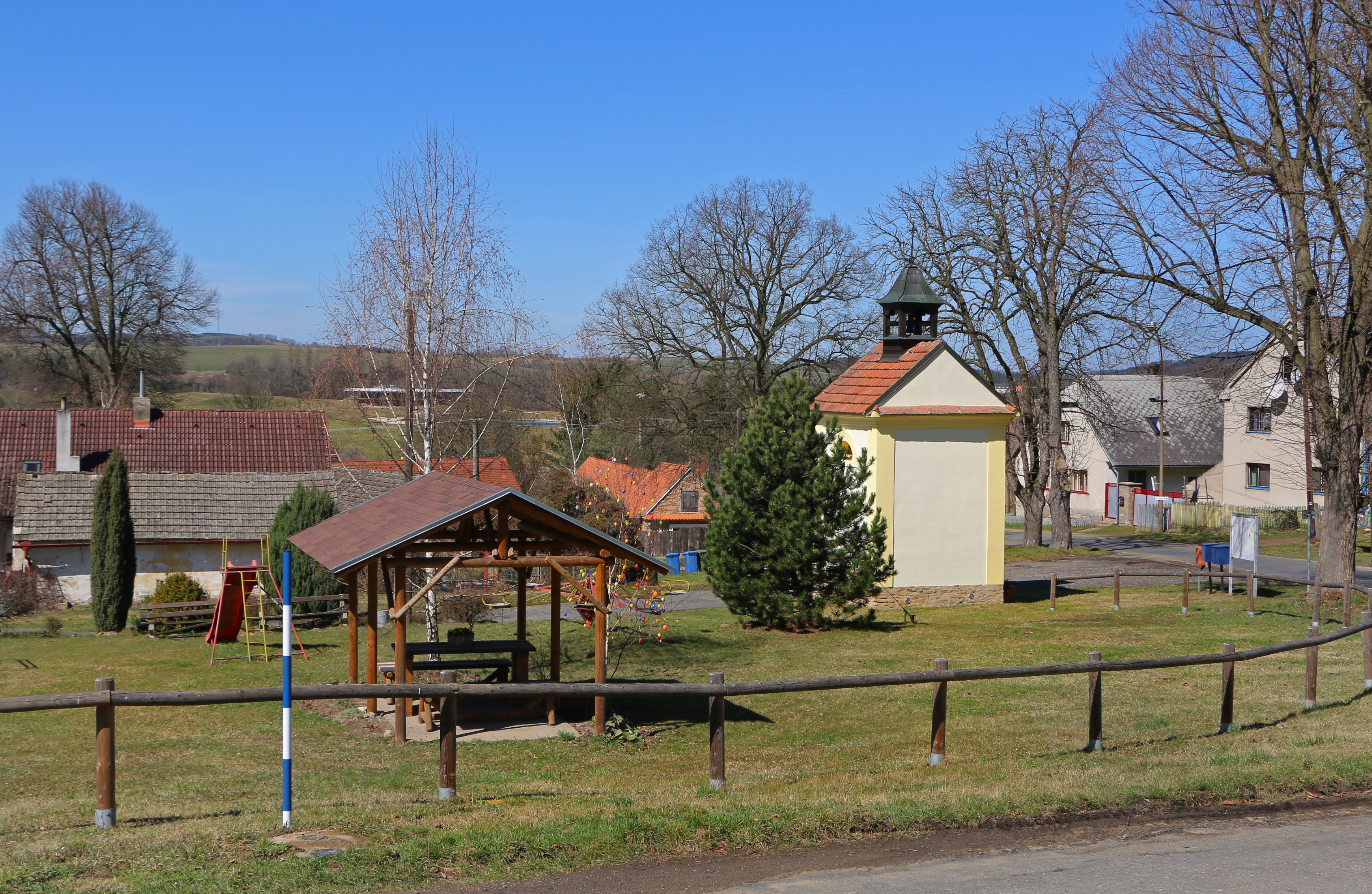
Náves
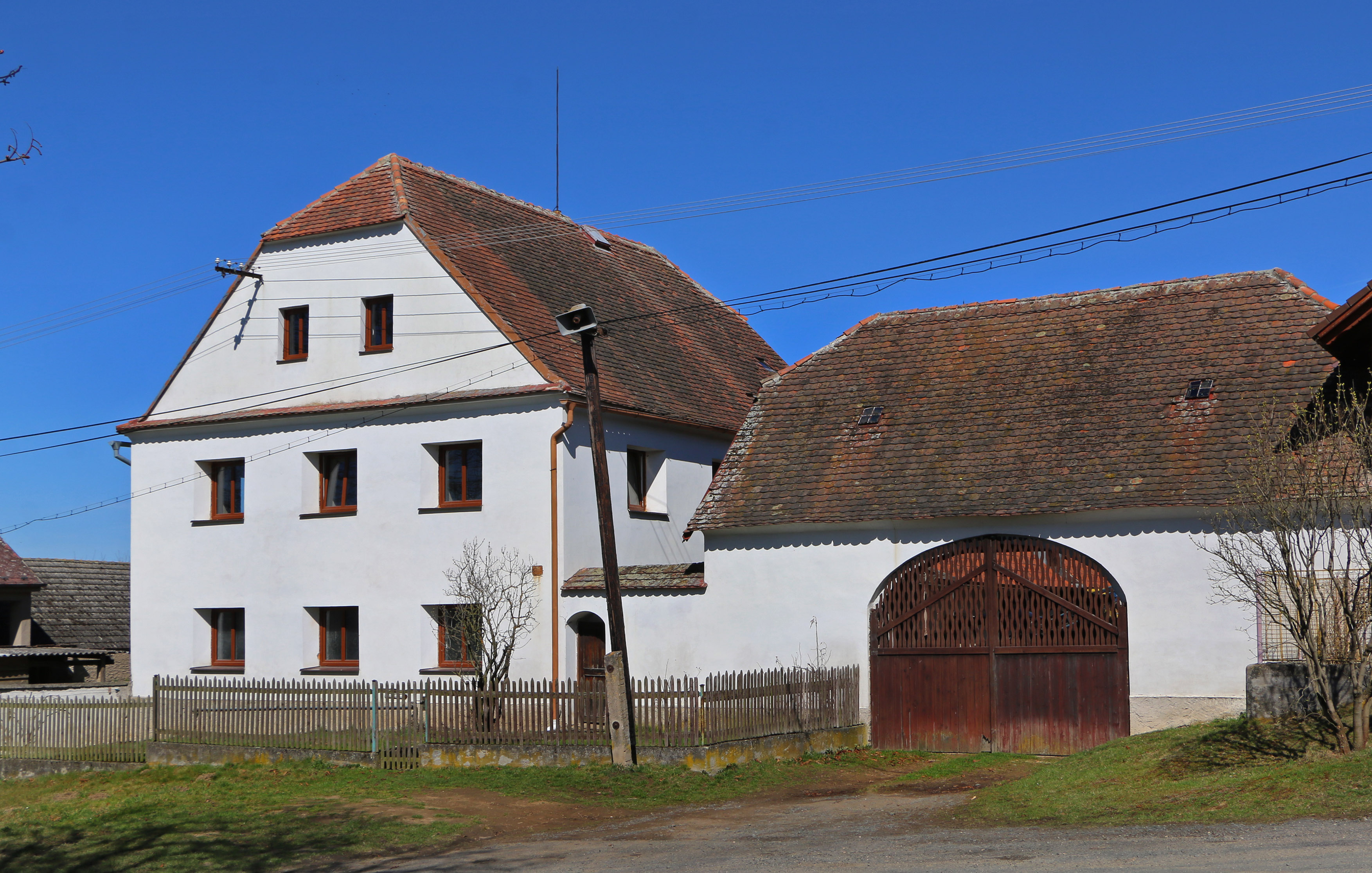
Dům čp. 2